# Megalomania (musikalbum)
Megalomania är ett musikalbum utgivet av Aqua den 3 oktober 2011. Det är gruppens tredje studioalbum.

## Låtförteckning
1. "Playmate To Jesus"
2. "Dirty Little Pop Song"
3. "Kill Myself"
4. "Like A Robot"
5. "Viva Las Vegas"
6. "Party Patrol"
7. "Come N’ Get It"
8. "Sucker For A Superstar"
9. "Be My Saviour Tonight"
10. "How R U Doin?"
11. "If The World Didn’t Suck (We Would All Fall Off)"

## Källa
1. ↑  ”Aqua får storhetsvansinne”. Expressen Nöje. 24 augusti 2011. http://www.expressen.se/noje/aqua-far-storhetsvansinne/.